# غريغ سولانو
غريغ سولانو (بالإنجليزية: Greg Solano)‏ هو سياسي أمريكي، ولد في 15 نوفمبر 1963 في سانتا فيه في الولايات المتحدة. نشط حزبياً في الحزب الديمقراطي.